# Glenn Medeiros
Glenn Medeiros (født 24. juni 1970 i Lihue på Hawaii) er en portugisisk-hawaiiansk sanger og sangskriver, der er mest kendt som et one-hit wonder med sangen Nothing's Gonna Change My Love For You fra 1987. Sangen lå nr. 12 på Billboards top-100 og var nr. 4 på hitlisten i Storbritannien i en måned. Det lykkedes aldrig Medeiros at lave en opfølger.
I dag optræder Medeiros på et hotel i Waikiki og arbejder som lærer.

## Diskografi
- Glenn Medeiros (1987)
- Not Me (1988)
- Glenn Medeiros (1990)
- The Glenn Medeiros Christmas Album (1993)
- Sweet Island Music (1995)
- Captured (1999)
- ME (2003)
- With Aloha (2005)